# Przyjaciel Dzieci (1789–1792)
Przyjaciel Dzieci – polskojęzyczny periodyk wydawany w latach 1789–1792 w Warszawie uznawany za pierwszą polską gazetę przeznaczoną dla dzieci    .

## Historia
Gazeta oparta była na przekładzie niemieckiego tygodnika pedagogicznego „Der Kinderfreund. Ein Wochenblatt” autorstwa Christiana Feliksa Weissego. Matka sławnego geografa i encyklopedysty Stanisława Platera – Izabela Plater z domu Borch wraz z synami Ludwikiem, Janem i Michałem przetłumaczyła z języka niemieckiego na język polski pięć z dwunastu tomów tego czasopisma i opublikowała je w latach 1789–1792 w Warszawie pod tytułem „Przyjaciel dzieci. Dzieło tygodniowe”   .
Gazeta uznawana jest przez literaturoznawców za pierwszy na ziemiach polskich periodyk skierowany do dzieci. Tytuł „Przyjaciel dzieci” stał się później w Polsce bardzo popularny. Od XVIII wieku do 1939 roku w języku polskim pojawiło się w różnych polskich miastach co najmniej osiemnaście czasopism pod tym tytułem .